# 曾宰
曾宰（1022年—1068年），字子翊，南豐（今屬江西）人。

## 生平
宋仁宗嘉祐六年（1061年）王俊民榜進士，歷官舒州司戶參軍、終官潭州湘潭主簿。熙寧元年（1068年）春卒，葬於南豐。

## 家族
兄曾鞏；宰为四弟。